# УС Салернитана
УК Салернитана 1919 (на италиански: Unione Sportiva Salernitana 1919), или просто Салернитана, е италиански футболен отбор от град Салерно. Основан през 1919 година. Домакинските си мачове играе на стадион „Ареки“ в Салерно, с капацитет 37 245 зрители. Най-доброто му класиране в Серия А е 15-о място през сезоните 1998/99 и 2022/23. През 2020/21 се завръща в Серия А след 22 годишно прекъсване.

## Успехи

### Национални успехи
- Серия А 
  - 15-о (2): 1998/99, 2022/23
- Серия Б 
  -  Шампион (2): 1946/47; 1997/98
- Серия Ц1  (3 ниво)
  -  Шампион (3): 1937/38; 1965/66; 2007/08
- Втора дивизия / Серия С2 (3 ниво)
  -  Шампион (1): 2012/13
- Серия Д  (4 ниво)
  -  Шампион (1): 2011/12
- Купа на Италия:
  - 1/8 финалист (2): 200/01, 2008/09
- Суперкупа на Втора дивизия на Професионалната лига:
  -  Носител (1): 2012/13
- Купа на Италия, серия Ц:
  -  Носител (1): 2013/14

## Предишни имена
| Години    | Име                                                                      |
| --------- | ------------------------------------------------------------------------ |
| 1919-1922 | Унион Спортива Салернитана ФБК Unione Sportiva Salernitana               |
| 1922-1927 | Сочиета Спортива Салернитанодакс Società Sportiva Salernitanaudax        |
| 1927-1945 | Унионе Спортива Фашиста Салернитана Unione Sportiva Fascista Salernitana |
| 1945-1977 | Унионе Спортива Салернитана Unione Sportiva Salernitana                  |
| 1977-2005 | Салернитана Спорт Salernitana Sport                                      |
| 2005-2011 | Салернитана Калчо 1919 Salernitana Calcio 1919                           |
| 2011-2012 | Салерно Калчо Salerno Calcio                                             |
| 2012-     | Унионе Спортива Салернитана 1919 Unione Sportiva Salernitana 1919        |